# اتحادیه کمونیست‌های صربستان
اتحادیه کمونیست‌های صربستان شاخه صربستان اتحادیه کمونیست‌های یوگسلاوی بود (این حزب از ۱۹۴۵ تا ۱۹۹۰ تنها حزب قانونی یوگسلاوی بود). در اوایل دههٔ ۹۰ با بالا گرفتن مناقشات قومی بین جمهوری‌های تشکیل‌دهندهٔ یوگسلاوی حزب فدرال از هم پاشید و به احزاب جمهوری‌ها تجزیه شد.
در ۲۷ ژوئیه ۱۹۹۰ این اتحادیه به همراه احزاب دیگری حزب سوسیالیست صربستان را تشکیل داد.